# Green Goblin
Green Goblin (översatt Gröna trollet i den tecknade serien) är en seriefigur i den tecknade serien Spindelmannen. Figuren skapades av Stan Lee och Steve Ditko och dök upp för första gången i The Amazing Spider-Man #14 (1964). Han framställs som en av Spindelmannens farligaste fiender.

## Fiktiv biografi

### Norman Osborn
Norman Osborn tar identiteten som Green Goblin med målet att bli befälhavare över stadens organiserade brottslighet. Han tänker säkra den positionen genom att besegra Spindelmannen. För att kunna upptäcka sin fiendes hemliga identitet utsätter Osborn Spindelmannen för en gas som upphäver hjältens spindelsinne. Detta tillåter Osborn att skugga Spindelmannen tills han kommer underfund med att det är Peter Parker, hans sons klasskamrat. Han överraskar Parker genom att slå ut honom med en rökgranat och för honom till sin bas. Efter att ha brutit sig fri börjar Parker att slåss mot sin fiende. Han råkar oavsiktigt knuffa in Norman i en samling elektriska kablar, vilket nollställer hans minne. För att inte Normans rykte ska förstöras eldar Spindelmannen upp Green Goblins dräkt och berättar för myndigheterna att han tappade minnet när han hjälpte Spindelmannen att besegra Green Goblin.
Så småningom återställer George Stacy Osborns minne, och han blir återigen Green Goblin. Han börjar därefter kidnappa Peters vänner och hota hans faster May. Denna återgång visar sig dock vara tillfällig: Norman tappar snart minnet igen efter att ha utsatts för en av sina egna psykedeliska bomber. Senare hittar Norman ett av gömställena han använde sig av som Green Goblin, och minnet kommer tillbaka. Att se Harry Osborn på sjukhus efter en överdos av droger orsakar dock en ny minnesförlust.
Efter att minnet återställts på nytt kidnappar Green Goblin Peter Parkers dåvarande flickvän, Gwen Stacy, och för henne till en bro. Under Spindelmannen räddningsförsök knuffar Norman ned henne från bron, och hon dör. Av hämndlystnad spårar Spindelmannen Goblin till hans gömställe där Norman blir dödligt sårad efter att ha blivit spetsad av sin egen glidare efter en strid.

### Harry Osborn
Harry Osborn, Normans son, blir den andre Green Goblin. Efter att ha blivit dumpad av Mary Jane Watson börjar han ta droger och råkar ta en överdos amfetamin. Han blir i hemlighet vittne till Green Goblins död under striden mot Spindelmannen. Han får reda på att Green Goblin var hans far och vill försöka hämnas på Spindelmannen. Han hittar så småningom Spindelmansdräkten hemma hos Peter Parker och upptäcker att det är hans bästa vän som är Spindelmannen. Genom att använda sin fars gamla utrustning konfronterar han Spindelmannen som den andre Green Goblin.
Parker vill inte skada sin vän och vill därför helst undvika att slåss mot honom. Harry blir dock slagen medvetslös och förd till polisen. Han påstår sig vara den riktige Green Goblin och att Spindelmannen är Peter Parker, men blir ansedd som galen. Han hamnar hos en kriminell psykolog vid namn Bart Hamilton, som lurar ur honom hemligheten bakom Green Goblin med hjälp av hypnos, vilket han sedan gömmer djupt i Harrys medvetande. Efter att gradvis ha fått tillbaka sitt medvetande och sina minnen blir Harry återigen Goblin, men dör till slut av biverkningarna av den modifierade Goblinformulan.

### Bart Hamilton
Efter att ha lurat ur Harry hemligheterna antar Bart Hamilton identiteten av den tredje Green Goblin. Under en strid mot Harry Osborn, som till slut återfått minnet, som Green Goblin och Spindelmannen blir Hamilton dödad av en bomb som var ämnad för Spindelmannen.

### Phil Urich
Efter Harrys död används utrustningen och identiteten som Green Goblin kortvarigt av Philip Benjamin "Phil" Urich. Denne försöker få ett rykte som en superhjälte, men ses ofta av allmänheten som lika sinnesrubbad som sina föregångare.

## Krafter och förmågor
Till en början tycks Green Goblin ha samma förmågor som en vanlig människa vars extrakrafter kommer från redskap och utrustning. Så småningom visar det sig dock att han använder en "Goblinformula" som ger honom övermänsklig styrka, snabbhet, reflexer, uthållighet och läkeförmåga. Hans intellekt har förhöjts avsevärt, men till priset av galenskap. Bland hans redskap finns en fladdermusformad glidare. I sitt vapenförråd bär han pumpabomber, skarpslipade bumeranger och handskar som kan avfyra elektriska stötar. Hans dräkt är skottsäker och hans mask innehåller ett filter som skyddar honom från gas.

## I andra medier
- Green Goblin medverkar i 1960-talets animerade TV-serie, med röst av Len Carlson. Denna version beskrivs som en korkad rånare med förkärlek för magi och det övernaturliga. Ett annorlunda vapen han använder sig av är "gremlin dust", som tillfälligt förblindar människor.

- Green Goblin medverkar i Spider-Man and His Amazing Friends, med röst av Dennis Marks. Hur denna version omvandlas till Green Goblin påminner mycket om Curt Connors omvandling till Lizard: han lider av en medicinsk åkomma som han inte kan styra över och som förvandlar honom till en grönhudad varelse.

- Norman Osborns Green Goblin dyker upp i Spider-Man: The Animated Series, med röst av Neil Ross (på svenska av Johan Hedenberg). Till skillnad från berättelserna i serietidningarna och andra medier är det Hobgoblin som är den ursprunglige Goblin i denna medan Green Goblin dyker upp senare och använder sig av utrustningen som Norman ursprungligen hade byggt åt Hobgoblin. Norman får Green Goblins personlighet i avsnittet "Enter the Green Goblin" efter att ha blivit utsatt för giftig gas. Gasen omvandlar även en av Hobgoblins reservmasker och gör den grön, varpå Norman tar sig identiteten som Green Goblin. Samtidigt som allmänheten förmodar att Norman omkom i olyckan börjar Green Goblin kidnappa fiender till Norman såsom Kingpin och J. Johan Jameson.  I avsnittet "Goblin War!" är Green Goblin återigen i fejd med Kingpin. Han börjar även slåss mot Hobgoblin, som han anklagar för att vara ett "plagiat". I det följande avsnittet, "Turning Point", får Green Goblin reda på att Spindelmannen är Peter Parker efter att ha skuggat honom en tid. I samma avsnitt blir han fast i en annan dimension. I avsnittet "The Return of the Green Goblin", då Norman fortfarande är fast i den andra dimensionen, får han kontakt med sin son Harry och manipulerar honom till att bli den nye Green Goblin. I avsnittet "I Really, Really Hate Clones" dyker en alternativ version av Green Goblin upp i en annan dimension som samarbetar med den dimensionens motsvarighet till Hobgoblin under ledning av Spider-Carnage.

- En Counter Earth-version av Green Goblin medverkar i den animerade TV-serien Spider-Man Unlimited, med röst av Rino Romano. Denna version framställs som en hjälte som felaktigt tar Spindelmannen för en fiende under deras första möte. Istället för en glidare har han en anordning på ryggen som innehåller vingar. I sitt första framträdande räddar han Naoko och Shayne Yamada-Jones från en av Venom och Carnages planer med Spindelmannens hjälp. I sitt nästa framträdande får han reda på att Spindelmannen och Peter Parker är samma person.

- I Sam Raimi filmserie gestaltas Green Goblin (Norman Osborn) av Willem Dafoe. I Spider-Man (2002) porträtteras han som en stressad chef för Oscorp med dålig relation till sin son. Han utvecklar en formula som ger övermänskliga krafter och testar den på sig själv, vilket gör honom galen. Han blir därefter superskurken Green Goblin. Han hamnar så småningom i strid med Spindelmannen och får reda på att denne är Peter Parker. Under deras sista möte råkar Goblin döda sig själv med sin egen fjärrstyrda glidare. I sitt sista andetag ber Norman Spindelmannen att inte berätta för Harry. I Spider-Man 2 (2004) hallucinerar Harry att han i en spegel ser bilden av sin far, som ber honom hämnas hans död. I Spider-Man 3 (2007) följer Harry slutligen i sin fars spår och blir Green Goblin i ett försök att krossa Spindelmannen.

- Figuren medverkar i The Spectacular Spider-Man, med Alan Rachins som Normans röst och Steven Blum som Goblins röst. Norman introduceras i den första säsongen som en hänsynslös affärsman som är väldigt hård mot sin son Harry. Norman har även skapat en beroendeframkallande formula som höjer användarens prestationsförmåga. Green Goblin dyker först upp genom att hota att störta brottskungen som kallas "Big Man" (Tombstone) för själv ta över hans verksamhet, och hans vägar korsar då Spindelmannens. Spindelmannen misstänker först att det är Norman som är Goblin, men det visar sig vara Harry.

- Dane DeHaan spelar Green Goblin (Harry Osborn) i The Amazing Spider-Man 2 (2014). I denna version får Harry reda på att han lider av en dödlig sjukdom. Han får reda på det kan finnas ett serum i förvar på Oscorp. Han lierar sig med Elektro för att bryta sig in där. Serumet visar sig dock mutera Harry till en goblinliknande varelse.